# Dahme (Fluss)
Die Dahme (vom Seddinsee bis zur Spree bis 1938 auch Wendische Spree) ist ein etwa 95 Kilometer langer Nebenfluss der Spree, der südöstlich von Berlin im Land Brandenburg und in Berlin fließt. Sie ist namensgebend für das Dahmeland.
Die Dahme entspringt südöstlich der gleichnamigen Kleinstadt Dahme, berührt oder durchfließt in nördlicher Richtung die kleineren Städte Golßen, Märkisch Buchholz sowie Königs Wusterhausen und mündet in Berlin-Köpenick kurz hinter der Schlossinsel in die Spree.

## Schiffbarkeit
Über ihre letzten etwa 11 km von Schmöckwitz bis zur Mündung ist sie ein Teil der Spree-Oder-Wasserstraße (SOW). Über die weitere Strecke von etwa 26 Kilometern ab der Schmöckwitzer Brücke flussaufwärts bis Prieros ist sie Bundeswasserstraße unter dem Namen Dahme-Wasserstraße (DaW).
Die Dahme ist bis zur Einmündung des Dahme-Umflutkanales bei Märkisch Buchholz schiffbar, der seinerseits eine schiffbare Verbindung zur Spree darstellt.

## Name
Der Name Dahme ist möglicherweise abgeleitet vom slawischen Begriff Dembrowa = ‚Eichenwald‘. Andere Autoren führen den Flussnamen auf einen älteren, von der germanischen Vorbevölkerung stammenden Namen zurück. Demnach leitet man den Namen vom germanischen Wort *Dāmō (> slaw. *Dama) mit der Bedeutung 'die Dunkle' ab. Solche alten Namen wurden oft von der germanischen Restbevölkerung an die slawischen Zusiedler weitergegeben.

## Verlauf, Naturpark und Umflutkanal

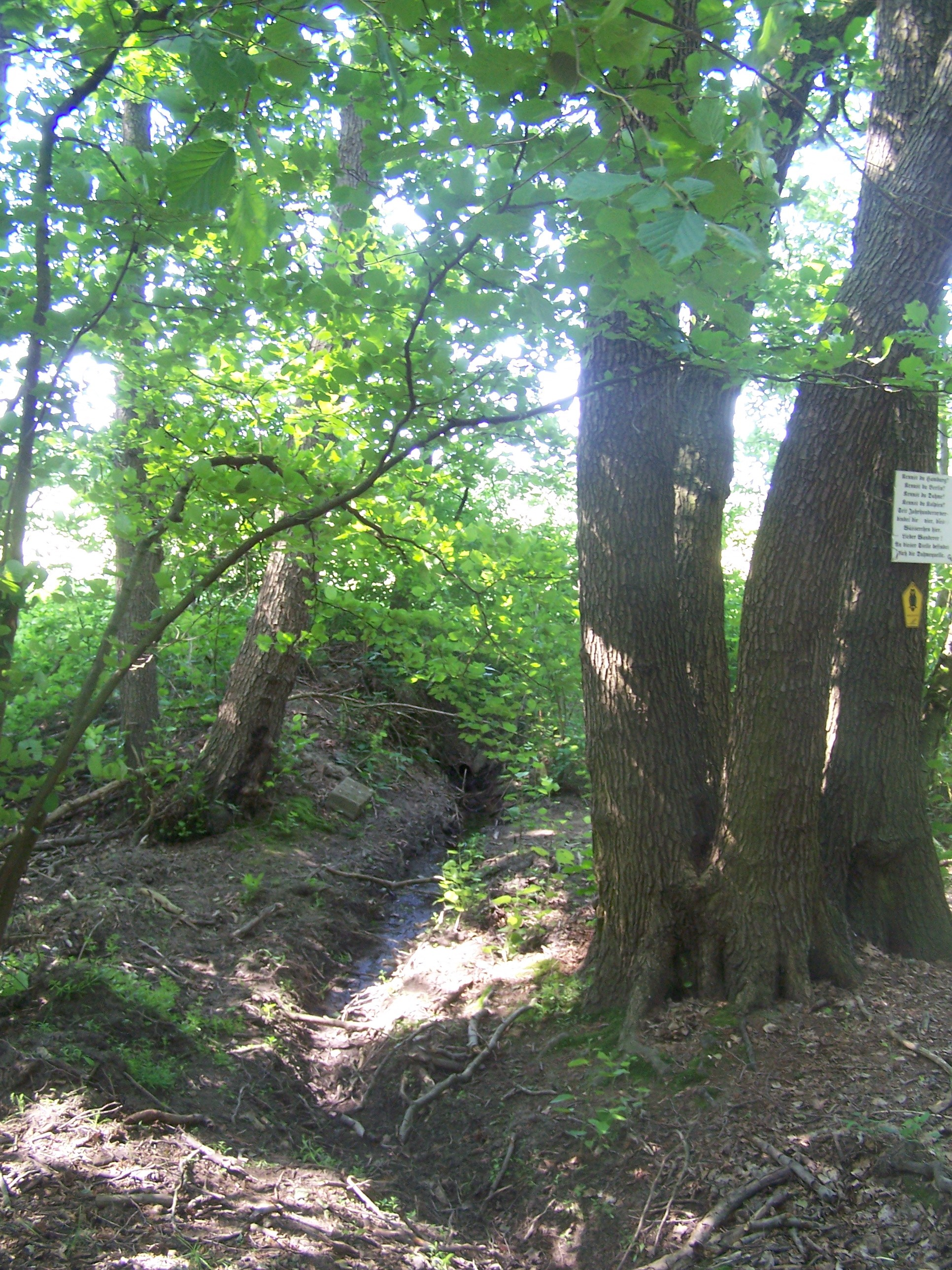
Dahmequelle

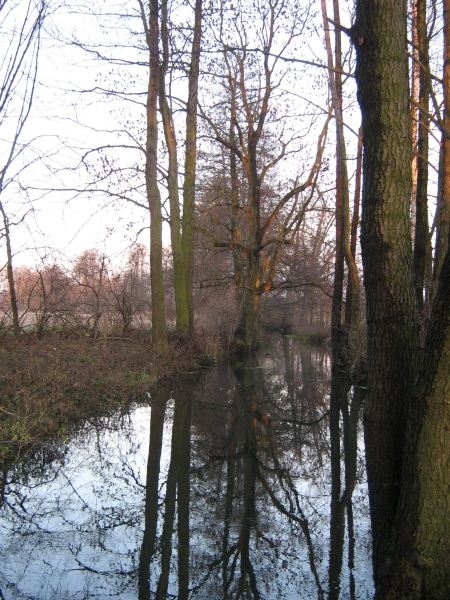
Die Dahme bei Rietzneuendorf

Südlich vom märkischen Städtchen Dahme entspringt der Fluss und nimmt zuerst seinen Lauf nach Osten. Hier bildet das Dahmetal zusammen mit dem sich südlich des Quellgebiets anschließenden Tal des Schweinitzer Fließes die natürliche Grenze zwischen dem Fläming und dem Lausitzer Grenzwall. Zugleich bildet der Dahmelauf zwischen Liebsdorf und Falkenhain die östliche Grenze des Naturparks Niederlausitzer Landrücken. Bei Golßen erreicht das Flüsschen das Glogau-Baruther Urstromtal, welches es durchquert und beim Dorf Staakow wieder in Richtung Norden verlässt (hier tritt sie in den Naturpark Dahme-Heideseen ein). Zwischen Golßen, Rietzneuendorf und Briesen schlängelt sich die Dahme bis Märkisch Buchholz als kleines, weitgehend naturbelassenes Fließ weiter nach Norden. Sie fließt hierbei am westlichen Rand der Niederung des Unterspreewaldes stellenweise durch sumpfige Erlenwälder, ab dem Dorf Teurow bis zu seiner Mündung in Berlin folgt der Fluss mehreren glazialen Rinnen.
In Märkisch Buchholz wird der Dahme über den Dahme-Umflutkanal Wasser aus der Spree zugeführt. Ursprünglich sollte dadurch der Spreewald besser vor Hochwässern geschützt werden. Die Dahme fließt ab hier in einem breiten, teilweise kanalartig ausgebauten Flussbett und ist bis zur Mündung in die Spree auf den verbleibenden 51 km schiffbar.
Ab Prieros weitet sie sich, ähnlich wie die Havel im Berlin-Potsdamer Raum, zu einer Seenkette. Über Dolgenbrodt, Gussow, Bindow, den Krüpelsee, Königs Wusterhausen, Zeuthen und den Zeuthener See, Eichwalde und den Langen See gelangt die Dahme nach Berlin-Köpenick und gibt hier der Spree das „geborgte“ Wasser zurück. Das rund 480 Meter langen Teilstück der Dahme zwischen dem Krimnicksee und der historischen Schleuse Neue Mühle in Königs Wusterhausen wird auch Staabe genannt. Ein kurzer rechter Arm der Dahme, der mit ihr die Köpenicker Schlossinsel umschließt, wird als Frauentog bezeichnet. Die Bezeichnung rührt von den früher hier tätigen Wäscherinnen her.

## Fontane und die Dahme
Im Rahmen seiner Wanderungen durch die Mark Brandenburg hat Theodor Fontane Mitte des 19. Jahrhunderts an Bord der Sphinx eine Bootexpedition mit dem Ziel unternommen, „bis zu den See- und Quellgebieten der ‚wendischen Spree‘“ vorzudringen. Schon die Idee zu dieser Expedition versetzte Fontane „in eine Aufregung, als ob es sich um ein Vordringen bis zu den See- und Quellgebieten des Nils gehandelt hätte“.
Fontane hinterlässt folgende Charakterisierung des Flusses:

„An der Brücke zu Cöpenick treffen zwei Flüsse beinahe rechtwinklig zusammen: die «eigentliche» Spree und die «wendische» Spree, letztere auch «die Dahme» geheißen. Die wendische Spree, mehr noch als die eigentliche, bildet eine große Anzahl prächtiger Seeflächen, die durch einen dünnen Wasserfaden verbunden sind. Ein Befahren dieses Flusses bewegt sich also in Gegensätzen, und während eben noch haffartige Breiten passiert wurden, auf denen eine Seeschlacht geschlagen werden könnte, drängt sich das Boot eine Viertelstunde später durch so schmale Defilés, daß die Ruderstangen nach rechts und links hin die Ufer berühren. Und wie die Breite, so wechselt auch die Tiefe. An einer Stelle Erdtrichter und Krater, wo die Leine des Senkbleis den Dienst versagt, und gleich daneben Pfuhle und Tümpel, wo auch das flachgehendste Boot durch den Sumpfgrund fährt. So diese Wasserstraße.“

Bei Prieros fuhren Fontane und seine Reisegefährten nicht mehr weiter dahmeaufwärts, sondern folgten der Seenkette, die heute Teupitzer Gewässer heißt. Nach insgesamt zwei Reisetagen erreichten sie bei Teupitz das Ende der schiffbaren Gewässer.

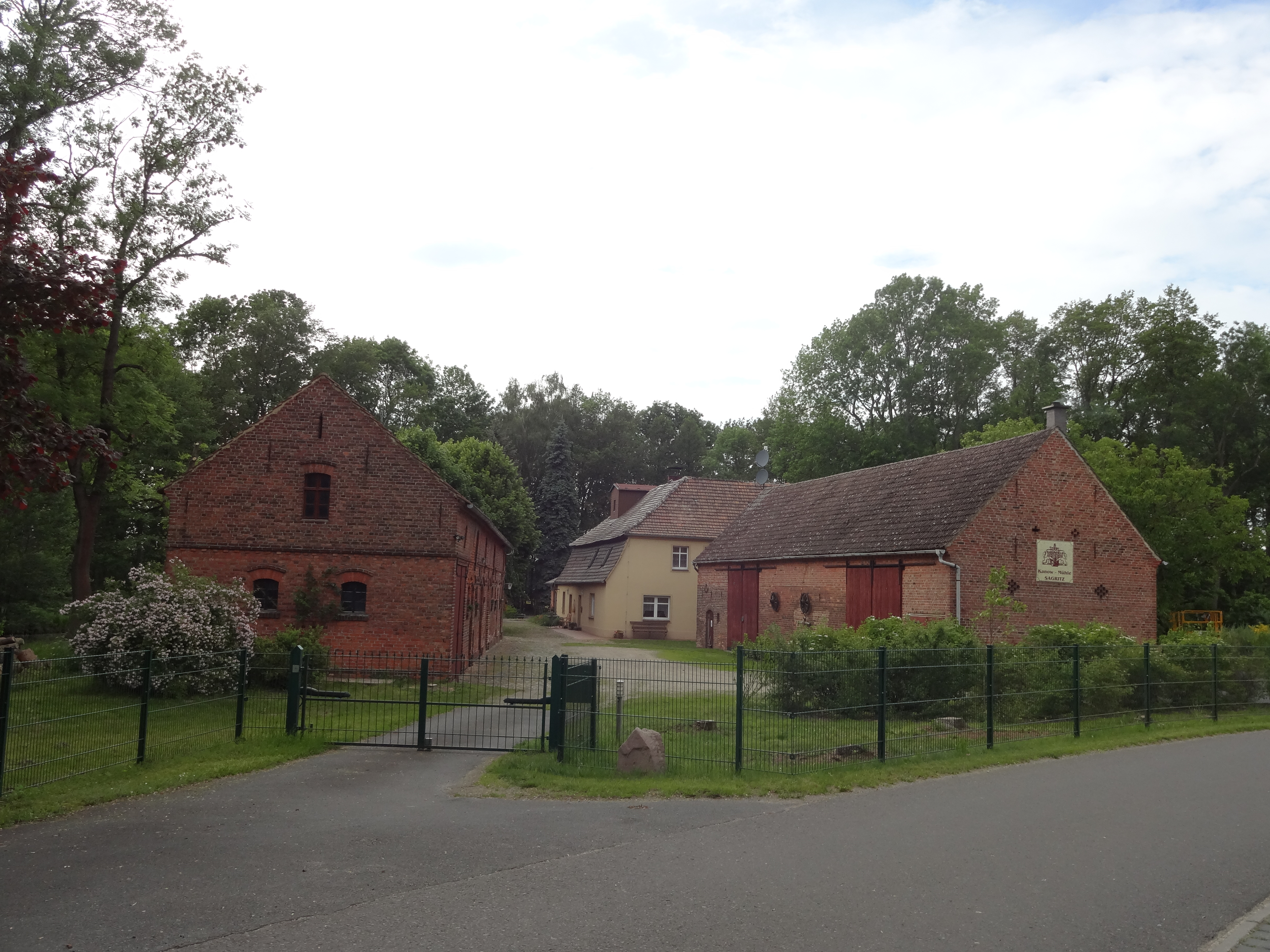
Kanow-Mühle bei Sagritz

## Die Dahmemühlen
Aufgrund des vergleichsweise hohen Gefälles im Oberlauf der Dahme wurden im Mittelalter und/oder der frühen Neuzeit zwischen Dahme/Mark und Teurow 15 Wassermühlen errichtet, von denen die Gebäude von 14 Mühlen noch existieren. Die Kanow-Mühle ist heute noch in Betrieb, allerdings in einem neuen Gebäude und elektrisch angetrieben. Im flacheren unteren Teil der Dahme folgten noch drei weitere Mühlen. Die Mühlen im Einzelnen (flussabwärts genannt):
- Prensdorfer Wassermühle (Dahmetal OT Prensdorf)
- Bachmühle Görsdorf (Dahmetal OT Görsdorf)
- Liedekahler Wassermühle (Dahmetal OT Liedekahle)
- Rothemühle (Dahmetal OT Liedekahle)
- Dammühle (Dahmetal OT Wildau-Wentdorf)
- Neumühle (Dahmetal OT Wildau-Wentdorf)
- Heidemühle (Dahmetal OT Wildau-Wentdorf)
- Kleine Mühle (Drahnsdorf OT Krossen)
- Brandmühle (Drahnsdorf OT Drahnsdorf)
- Vordermühle (Drahnsdorf OT Krossen)
- Kanow-Mühle (Golßen GT Sagritz)
- Golßener Wassermühle (Golßen)
- Rietzneuendorfer Wassermühle (Rietzneuendorf-Staakow, OT Rietzneuendorf)
- Staakmühle (Halbe GT Briesen und Rietzneuendorf-Staakow OT Staakow)
- Teurower Wassermühle (Halbe GT Teurow)
- Hermsdorf Mühle (GT von Münchehofe)
- Prieroser Mühle (Wohnplatz von Prieros)
- Neue Mühle (Wohnplatz von Königs Wusterhausen)

In unmittelbarer Nähe der Dahme an kleinen Nebengerinnen lagen noch:
- Briesener Wassermühle
- Kleine Mühle
- Amtsmühle Buchholz
- Kleine Hermsdorfer Mühle

Alle vier existieren heute nicht mehr.

## Jacza von Köpenick
Zwar hatte die Dahme nicht ganz die historische Bedeutung der Nuthe mit ihren Nutheburgen, spielte aber dennoch eine Rolle bei der Gründung der Mark Brandenburg. Auf der heutigen Schlossinsel in Berlin-Köpenick am Zusammenfluss von Dahme und Spree bestand für längere Zeit eine Slawenburg, die mehrfach zerstört und wieder aufgebaut wurde. Mitte des 12. Jahrhunderts war diese Burg ein Machtzentrum des Stammes der Sprewanen unter ihrem Fürsten Jacza von Köpenick. Jacza leistete Albrecht dem Bären, dem Gründer der Mark Brandenburg, erheblichen Widerstand und konnte erst am 11. Juni 1157, dem Gründungstag der Mark, entscheidend geschlagen werden.

## Maßnahmen gegen das Artensterben
Um den Aalbestand zu erhalten, werden im Meer gefangene Glasaale ausgesetzt.